# Bactériose des épis du blé

La bactériose des épis du blé, ou pourriture jaune des épis, est une maladie bactérienne qui affecte les cultures de blé. L'agent causal est une espèce d'actinobactéries de la famille des Microbacteriaceae, Rathayibacter tritici, transmise par une espèce de nématodes, l'Anguillule du blé niellé (Anguina tritici). La bactériose des épis est généralement associée à la nielle provoquée par les nématodes.

## Distribution
Cette maladie, mineure à l'échelle mondiale, a été signalée pour la première fois par Hutchinson en 1917 au Pendjab (Inde), pays où elle est appelée « maladie du tundu ». Elle est désormais présente dans de nombreux pays, notamment en Australie, Brésil, Canada, Chine, Chypre, Égypte, Pakistan, etc. En Inde, la maladie a été enregistrée au Pendjab, dans le Haryana, l'Uttar Pradesh, et le Rajasthan.

## Symptômes
La maladie se manifeste d'abord sur les feuilles, qui peuvent être froissées ou tordues, puis présenter des stries jaunes ou blanches parallèles aux nervures. À maturité, les épis sont englobés dans une masse informe gluante, avec un exsudat jaune devenant blanc en séchant, qui provoque aussi la déformation des feuilles, des épis et des tiges. Les épis comportent peu de graines fertiles, voir aucune. Du fait de la présence des nématodes, les grains peuvent se transformer en boulettes brunes ou noires (blé niellé),

## Plantes-hôtes
Parmi les céréales, la maladie affecte principalement le blé : Triticum aestivum (blé tendre), Triticum dicoccum, Triticum turgidum (blé dur), mais aussi l'orge (Hordeum vulgare), ainsi que certaines autres graminées : Alopecurus (vulpins), Lolium temulentum (ivraie).